# Крепостная улица (Анапа)
Крепостная улица — улица в исторической части Анапы. Проходит от Верхней Набережной улицы до Набережной улицы. Популярный туристический маршрут.
Одна из границ сквера Гудовича и Театральной площади.

## История
Улица проходит по линии стены турецкой крепости, занятой, после осады, 12 июня 1828 года десантным отрядом русских войск под командованием князя Меншикова. Крепостные стены затем были разрушены (сохранились только так называемые Русские ворота), а крепостной вал сохранялся ещё довольно долго, служа границей старого (находившегося внутри бывшей крепости) и нового города. Улица была названа Крепостной, имела, как и остальные улицы старого города, мощение.
Хаотичная застройка турецкой крепости, более в северной, нежели в юго-восточной части, прежде была неоднократно полностью разрушена, крепость брали штурмом в период боевых действий во время русско-турецких войн в 1791, в 1807 и 1809 годах. При осаде в 1828 году строения крепости сильно пострадали от обстрела ядрами и находились в самом жалком состоянии, они едва могли быть поддержаны для временного жилья. В мае 1855 года Анапа, только недавно (в 1846 году) получившая статус города, была русскими войсками оставлена ввиду неприятельской угрозы (шла Крымская война), крепостные стены вновь были разрушены и все здания сожжены. Восстановление началось в 1856 году, город восстанавливался по новому регулярному плану, узкие извилистые проходы между рядами домов (два всадника с трудом могли проехать рядом) были расширены и спрямлены.
Застройка улицы к концу XIX века представляла собой одноэтажный частный сектор.
В 1909 году в конце улицы начал свою работу строившийся более 10 лет маяк
На улице находилась городская управа (угол с Керченской улицей), санаторий Будзинского, было возведено здание городской гимназии (угол с Черноморской улицей).
Устроен питьевой бювет.
С установлением советской власти улица получила имя видного советского государственного деятеля А. В. Луначарского (1875—1933). В 1965 году историческое название — Крепостная — улице было возвращено.
Историческая застройка пострадала во время боёв в годы Великой Отечественной войны. В 1943 году территория прежнего старого города была объявлена немецкими оккупационными властями запретной зоной, обнесена колючей проволокой, там создавались укрепления. Отступая из города оккупанты планомерно взорвали все мало мальски значимые здания. В освобождённой Анапе хоть как-то сохранившиеся здания закреплялись за организациями, так в д. 49 была размещена артель «Швейник». В 1955—1956 годах по программе озеленения города улица была превращена в бульвар, были высажены декоративные деревья — белая акация, акация гледичия, софора, шелковица, жердель и на отдельных участках — клен, ясень и тополь.
В мае 1960 года исполком по ходатайству Института археологии СССР отнёс территорию, ограниченную улицами Кубанской, Свободы, Набережной и Крепостной, к зоне археологических раскопок древнего городища со слоями античной Горгиппии.
8 мая 2013 года в Сквере воинской славы на углу с улицей Ленина состоялось торжественное открытие Памятника-стелы «Город воинской славы».

## Достопримечательности
д. 2/3 — Анапский маяк
д. 67 — Большая интерактивная галерея АСТ
д. 72 — Триумфальная арка
Стела «Город воинской славы» (Анапа)
д. 90 — Русские ворота
Анапский археологический музей «Горгиппия»

## Галерея

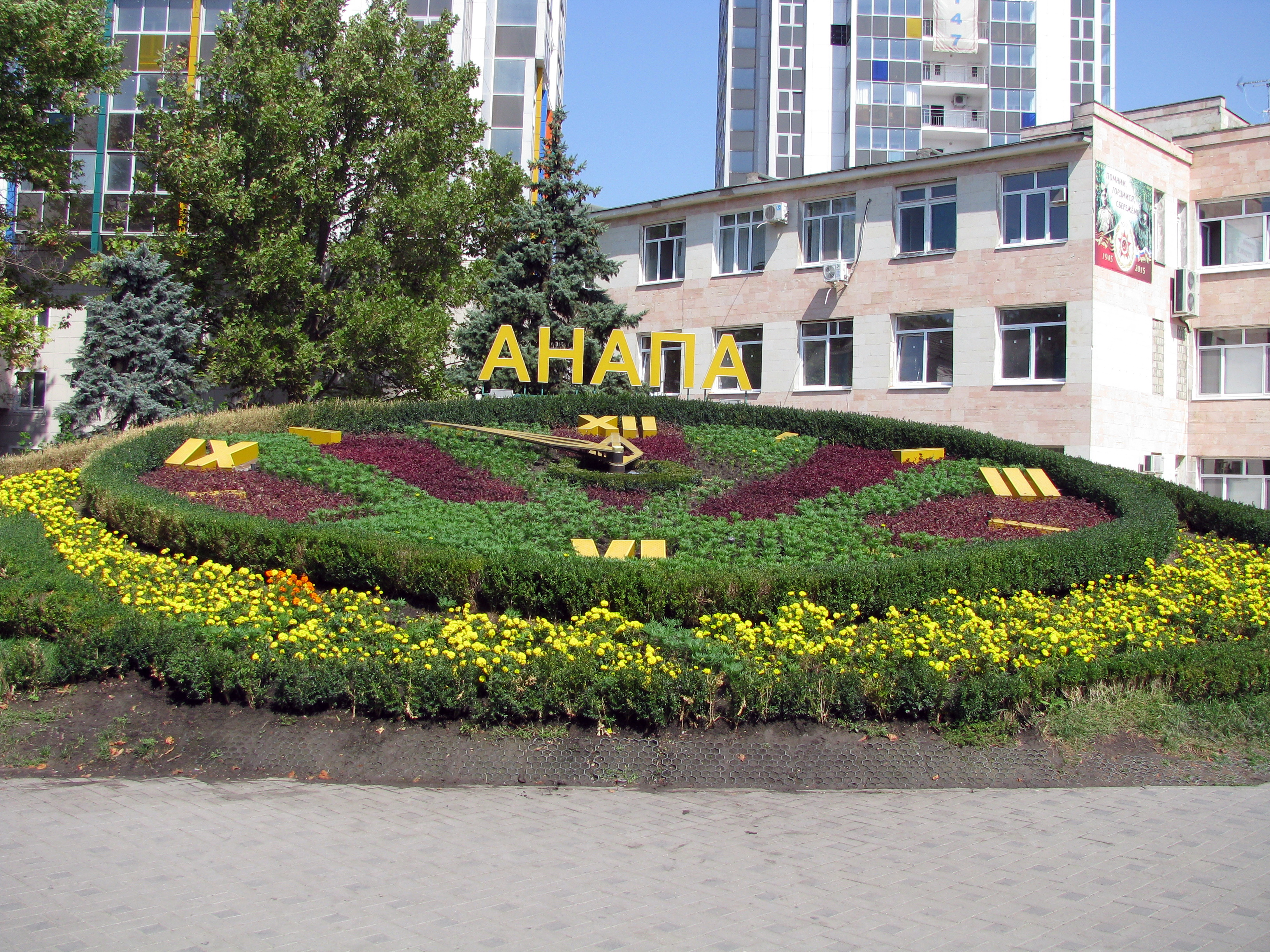
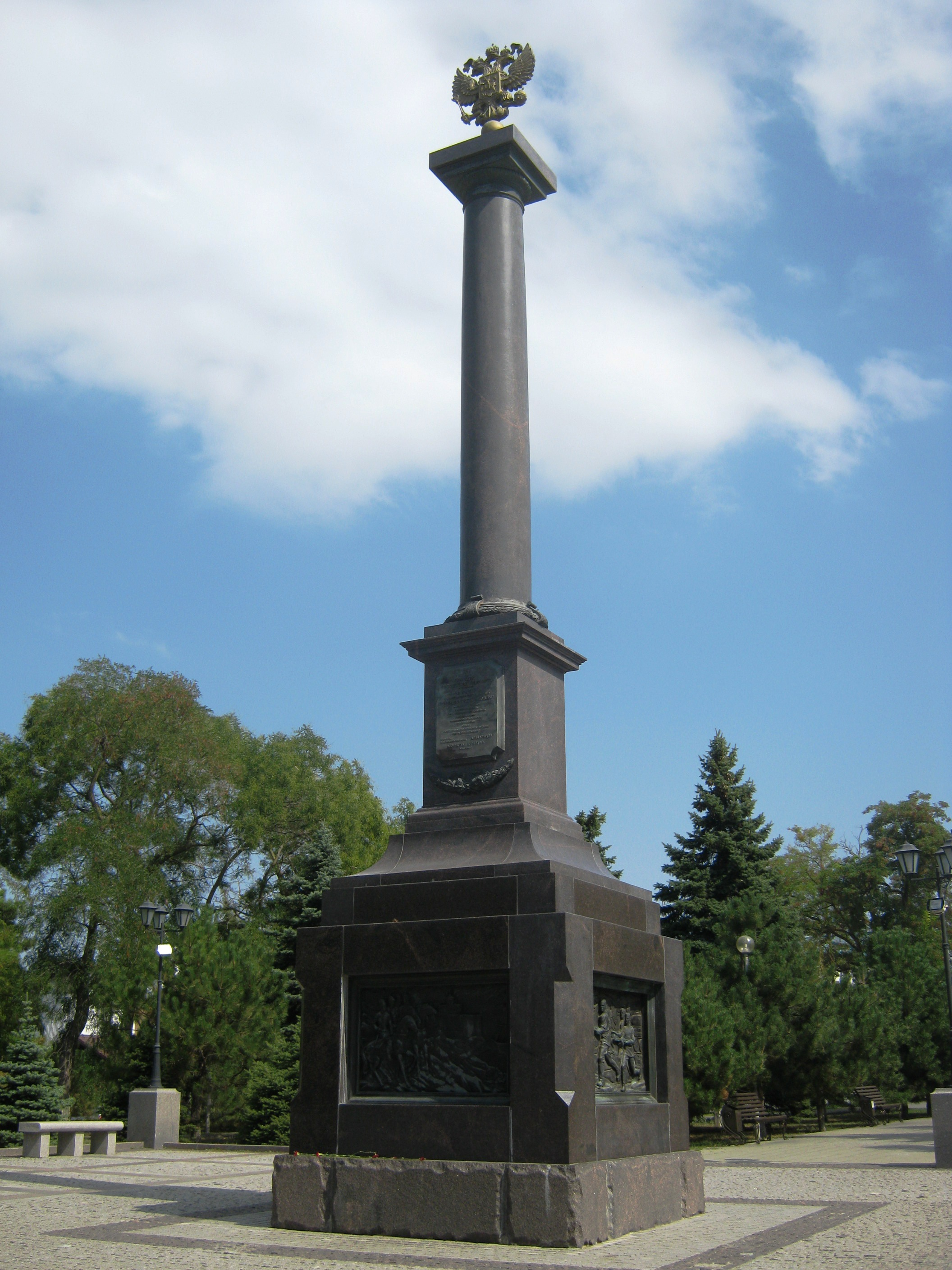
Стела «Город воинской славы»
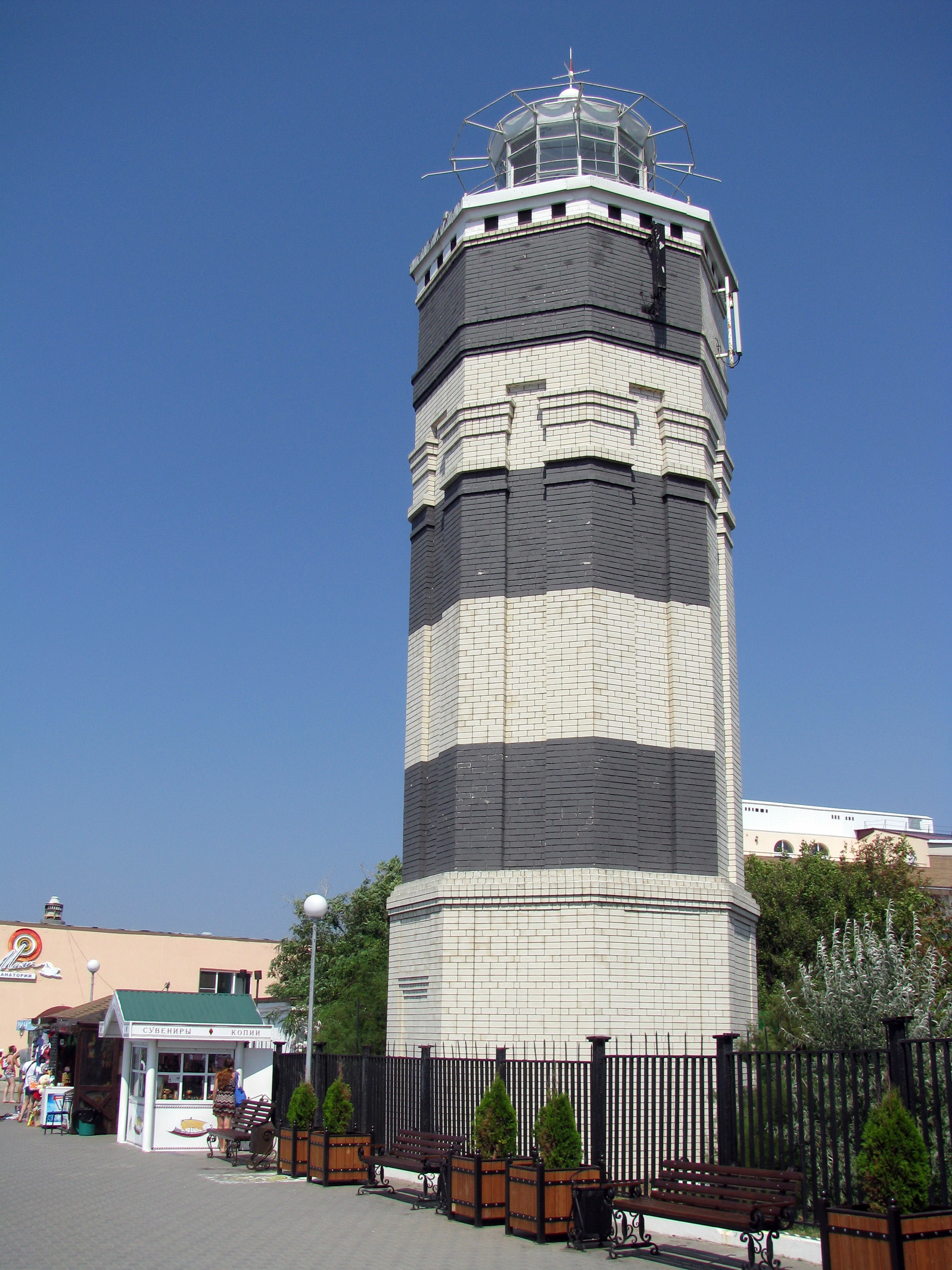
Анапский маяк
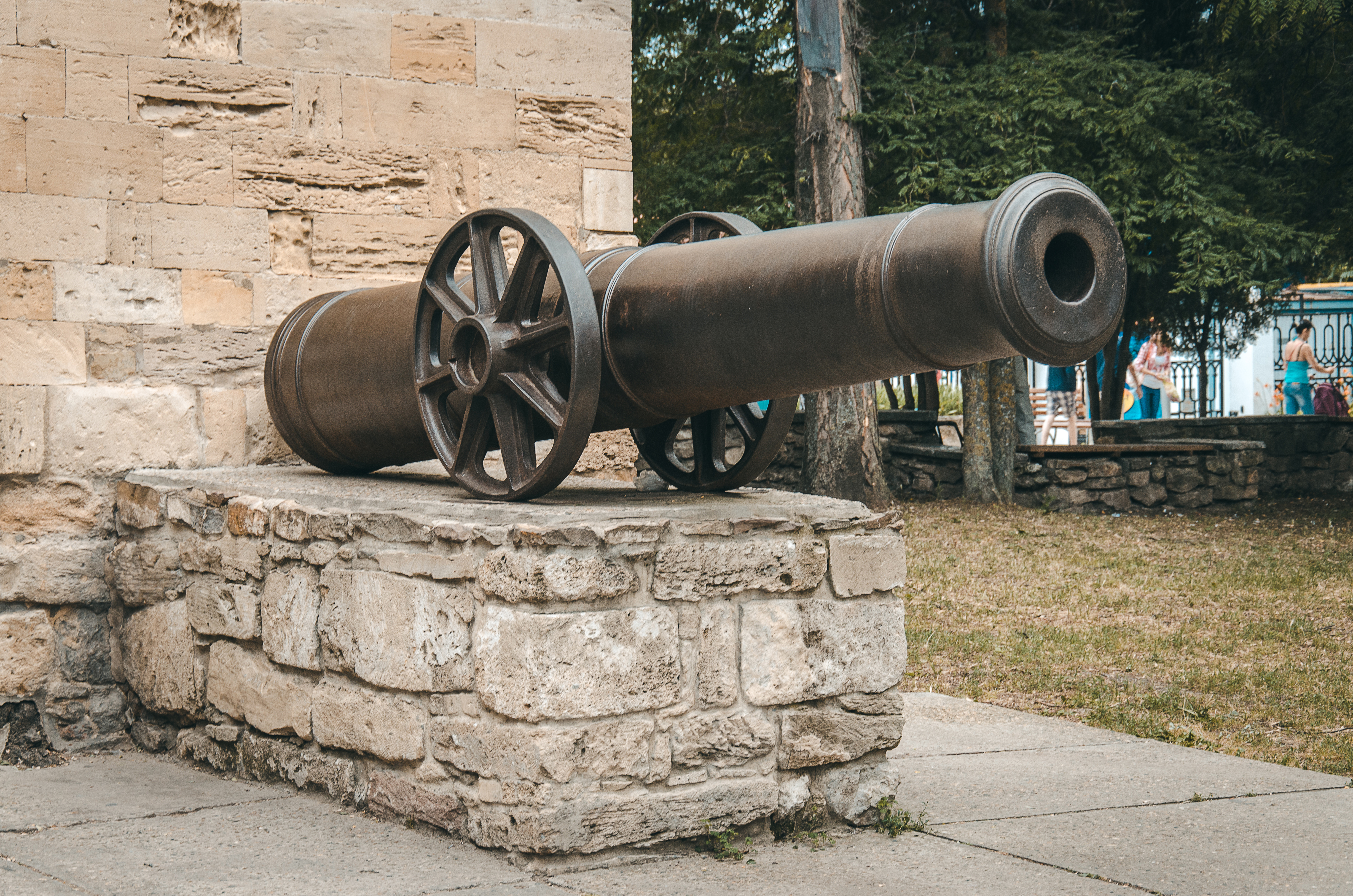
Старинное орудие у Русских ворот
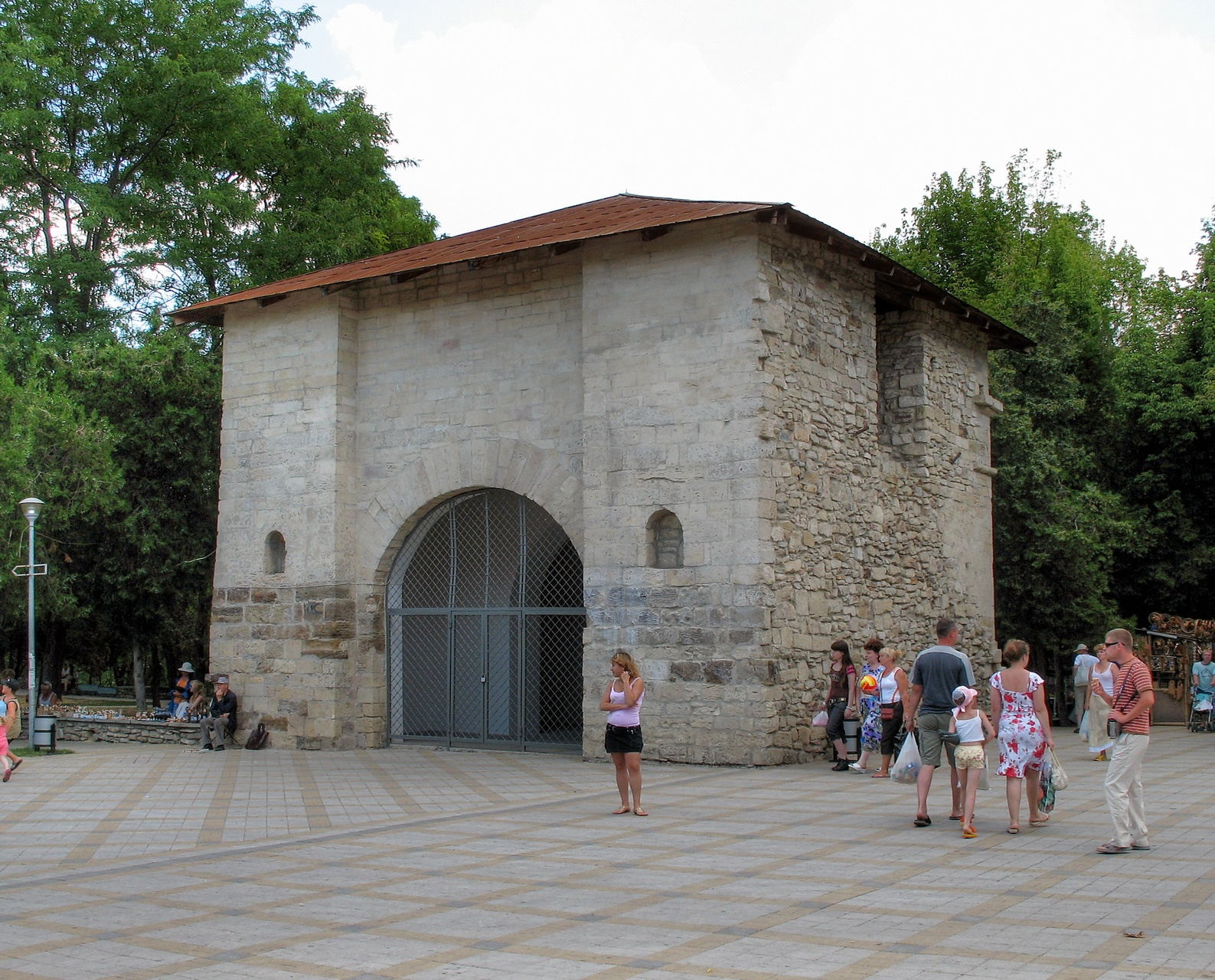
Русские ворота

## Известные жители
д. 23 — М. И. Поночовный, селекционер отечественной эфирномасляничной розы